# Engo
Nella letteratura giapponese l'engo (縁語) è una figura retorica che crea associazioni tra le espressioni utilizzate all'interno di una poesia facendo seguire, a distanza, a un certo termine una voce che abbia una relazione semantica con esso, dando alla poesia una maggior coesione.
L'engo viene spesso usato (a volte associandolo al kakekotoba) nei waka, una forma di componimento poetico tipico del periodo Heian.